# ابلح، لبنان
ابلح (به عربی: أبلح) یک منطقهٔ مسکونی در لبنان است که در شهرستان زحله واقع شده‌است. ابلح ۹۶۰ متر بالاتر از سطح دریا واقع شده‌است.